# Укрвакцина
Державне підприємство «Укрвакцина» Міністерства охорони здоров'я України» (ДП «УКРВАКЦИНА» МОЗ УКРАЇНИ») - державне підприємство, ⁣ яка надає комплекс логістичних послуг щодо лікарських засобів, вакцин, анатоксинів, сироваток, медичних виробів та допоміжних засобів до них, великогабаритного та високотехнологічного медичного обладнання.
Підприємство створене наказом Міністерства охорони здоров’я України №126 від 02.06.1993р., з метою централізованого обслуговування поставок імунобіологічних препаратів та надання транспортних та складських послуг. ДП «Укрвакцина» є юридичною особою, має самостійний баланс та поточні рахунки в банках.
У своїй діяльності підприємство керується Конституцією та законами України, актами Президента України, Кабінету Міністрів України, наказами Міністерства охорони здоров'я України, нормативно-правовими актами, які видаються міністерствами, іншими органами виконавчої влади, а також Статутом підприємства.

### Місія
Забезпечити безперебійний доступ споживачів до необхідних медичних товарів навіть у складнодоступних місцях, шляхом створення контрольованої державою гнучкої, якісної та ефективної системи доставки.

### Візія
Надійний та стабільний партнер у складській логістиці та дистрибуції лікарських засобів та медичних виробів.

## Ліцензії та сертифікати
ДП «Укрвакцина» має ліцензії на провадження господарської діяльності з  оптової, роздрібної торгівлі лікарськими засобами та імпорту лікарських засобів, а також господарської діяльності з придбання, зберігання, перевезення, знищення, реалізації (відпуску) наркотичних засобів, психотропних речовин і прекурсорів.  
У 2025 році ДП «Укрвакцина» МОЗ України» отримало ліцензію на міжнародні перевезення вантажів вантажними автомобілями (крім перевезення небезпечних вантажів та небезпечних відходів). Міжнародні перевезення здійснюються транспортними засобами, які відповідають екологічним нормам Євро-6 та Євро-5.
Підприємство сертифіковано за стандартами:
- ISO 9001:2015 «Система менеджменту якості. Вимоги»;
- ISO 37001:2016 «Системи управління щодо протидії корупції. Вимоги та настанови щодо застосування».

## Діяльність
ДП «Укрвакцина» надає комплекс логістичних послуг, пов’язані з транспортуванням лікарських засобів, вакцин, анатоксинів, сироваток медичних виробів та допоміжних засобів до них, великогабаритного та високотехнологічного медичного обладнання. Така продукція допомагає медичним працівникам своєчасно проводити обстеження та лікування пацієнтів у державних медичних закладах по всій Україні.                                                                                                                                                                                                                                                                         
Підприємство доставляє необхідну продукцію до 1,5 тис. закладів охорони здоровʼя по всій Україні, долаючи понад 300 тис. км щороку. Діяльність ДП «Укрвакцина» спрямована на підвищення доступу пацієнтів до ліків та медичних виробів, необхідних в процесі проведення діагностики, отримання лікування чи проходження реабілітації у медичних закладах.                                                                                                                                                                                      
3 початку повномасштабного вторгнення ДП «Укрвакцина» забезпечила доставку життєво важливих товарів на території активних бойових дій, а також організувала термінові медичні поставки до нещодавно деокупованих регіонів.                                                                                                                                    
Створено аптечну мережу «Аптека ТУТ»

## Мобільні аптечні пункти
04 серпня 2023 року Кабінет Міністрів України прийняв постанову № 809 “Про внесення змін до Ліцензійних умов провадження господарської діяльності з виробництва лікарських засобів, оптової та роздрібної торгівлі лікарськими засобами, імпорту лікарських засобів (крім активних фармацевтичних інгредієнтів)” щодо функціонування мобільних аптечних пунктів.
Для підвищення доступності лікарських засобів, зокрема для сільського населення та для людей, які проживають у віддалених регіонах, на деокупованих або особливо постраждалих територіях, підприємство започаткувало та відкрило власну аптечну мережу – «Аптека ТУТ», що стало передумовою для запуску мобільних аптечних пунктів.
У травні 2024 розпочав свою роботу перший мобільний аптечний пункт ДП «Укрвакцина» МОЗ України». Наразі функціонують 4 мобільні аптечні пункти, які охоплюють понад 200 віддалених населених пунктів Київщини, Житомирщини й Чернігівщини